# Волков Микола Миколайович (старший)
Во́лков Микола Миколайович (10 (23) березня 1902, Обоянь, Курська губернія, Російська імперія — 25 жовтня 1985, Москва) — радянський актор театру і кіно. Заслужений артист УРСР (1956). Кавалер ордена Трудового Червоного Прапора (1960). Заслужений артист РРФСР (1972).

## Життєпис
Закінчив театральну студію в Баку (1921). Працював у театрах Баку, Казані, Пермі, Іваново, Ташкента; в Одеському російському драматичному театрі ім. А. Іванова (1933—1941, 1947—1968). В кіно знімався від 1941. Ролі Волкова відзначалися тонким сатиричним малюнком, своєрідними портретними характеристиками.
Ролі: Чацький («Лихо з розуму» О. Грибоєдова), Тузенбах («Три сестри» А. Чехова), Громов («Аристократи» М. Погодіна), Отелло (однойменна драма В. Шекспіра), Доменіко («Філумена Мартурано» Е. де Філіппо); в кіно — монах Даниїл («Полум'я гніву», 1955, режисер Т. Левчук), Професор («Втікач з Янтарного», 1968, режисер Є. Брюнчугін, І. Вєтров; обидва — Київська кіностудія художніх фільмів ім. О. Довженка), Хотабич («Старий Хотабич», 1957, режисер Г. Казанський, «Ленфільм»).

## Фільмографія
- «Боксери» (1941, коментатор; Одеська кіностудія)
- «Таємничий острів» (1941, ад'ютант командувача армії південців)
- «Морський яструб» (1941, полонений капітан (немає в титрах); Одеська кіностудія)
- «Останній хрестоносець» (1942, новела у фільмі «Швейк готується до бою»; тюремник)
- «Дорога до зірок» (1942, Вундерліх, майор)
- «Насреддін у Бухарі» (1943, Гуссейн-Гуслія)
- «Син полку» (1946)
- «Блакитні дороги» (1947, перехожий; Київська кіностудія)
- «Миклухо-Маклай» (1947, кореспондент (епізод)
- «Адмірал Ушаков» (1953, Вільям Пітт (молодший)/ Вільям Пітт (старший))
- «Кораблі штурмують бастіони» (1953, Вільям Пітт)
- «Сестри Рахманови» (1954, Уїллер)
- «Полум'я гніву» (1955, монах Данило; Київська кіностудія)
- «Шарф улюбленої» (1955, Бетал Шарданов)
- «Старий Хотабич» (1956, Хоттабич)
- «Урок історії» (1956, граф Гельдфорт; СРСР—Болгарія)
- «Це починалось так…» (1956)
- «Сторінки минулого» (1957, Іван Павлович, старпом на пароплаві; Одеська кіностудія)
- «Матрос зійшов на берег» (1957, головлікар; Одеська кіностудія)
- «У дні Жовтня» (1958, Сутормін)
- «Як посварився Іван Іванович з Іваном Никифоровичем» (1959, Одеська кіностудія)
- «Син Ірістона» (1959, генерал Коханов, царський намісник)
- «Зелений фургон» (1959, батько Володі; Одеська кіностудія)
- «Міст перейти не можна» (1960, Віллі Ломен)
- «Шарлатові вітрила» (1961, Егль)
- «Два життя» (1961, епізод)
- «Людина йде за сонцем» (1961, продавець лотерейних квитків)
- «Будні і свята» (1961, Наумов)
- «Наша вулиця» (1961, Ларс)
- «Явище Венери» (1961, короткометражний)
- «Смугастий рейс» (1961, агент Хасбулатов)
- «Без страху і докору» (1962, батько Тоши)
- «У мертвій петлі» (1962, епізод; кіностудія ім. О. Довженка)
- «Грішний янгол» (1962, Денис Антонович Сімбірцев, директор школи-інтернату)
- «Чорна чайка» (1962, Мануель (дідусь Маноло, кубинський рибак на прізвисько «Чорна чайка»)
- «Мрії назустріч» (1963, доктор Лаунстон; Одеська кіностудія)
- «Дві неділі» (1963, маршал)
- «Тиша» (1963, художник Мукомолов)
- «Новели Красного дому» (1963, професор)
- «Незгасиме полум'я» (1964, Караваєв; кіностудія ім. О. Довженка)
- «Повернена музика» (1964, Сергій Михайлович Корнілов, професор музики)
- «Острів Колдун» (1964, Фома Тимофійович Коновалов, старий капітан)
- «Двадцять шість бакинських комісарів» (1965, генерал Денстервіль)
- «Начальник Чукотки» (1966, американець Містер Стенсон і К°)
- «Посмішка» (1965, короткометражний)
- «Хто вигадав колесо?» (1966, академік Щєглов)
- «Гроза над Білою» (1968, Федір Федорович Новицький)
- «Втікач з «Янтарного»» (1968, професор; кіностудія ім. О. Довженка)
- «Шосте липня» (1968, граф Вільгельм Мірбах, німецький посол)
- «Мер району Саніта» (1969, фільм-спектакль; мер Антоніо Барракано)
- «Розплата» (1970, вітчим Каті)
- «Зірки не гаснуть» (1971, Томпсон)
- «Остання справа комісара Берлаха» (1971, Самуель Гунгертобель, доктор; Одеська кіностудія)
- «Дванадцять місяців» (1972, професор)
- «Гросмейстер» (1972, старий з шахового павільйону у парку)
- «П'ятдесят на п'ятдесят» (1972, Хорст Заммердінг)
- «Година життя» (1972, фільм-спектакль)
- «Він прийшов» (1973, фільм-спектакль; Артур Берлінг)
- «Останній подвиг Камо» (1973, емігрант-білогвардієць)
- «Слідство ведуть ЗнаТоКі. Свідок» (1973, адвокат у в'язниці (немає в титрах)
- «Вибір мети» (1974, Абрам Федорович Іоффе)
- «Здрастуйте, лікарю!» (1974, Трохим Петрович Зубцов, сільський лікар; Одеська кіностудія)
- «Діаманти для диктатури пролетаріату» (1975, Володимир Олександрович, батько Владимирова)
- «Втеча містера Мак-Кінлі» (1975, сенатор)
- «Сибір» (1976, Насимович)
- «...та інші офіційні особи» (1976, батько Іванова)
- «Середина життя» (1976, Вікентій Семенович Алтухов)
- «Іванцов, Петров, Сидоров» (1978, Лев Іларіонович, директор)
- «Проводи» (1978, Олександр Матвійович Плінер, перший заступник Старосельського)
- «Сьогодні або ніколи» (1978, Василь Гнатович Левандовський)
- «Добряки» (1979, Ярослав Борисович Гребєшков)
- «Вони були акторами» (1981, Всеволод Гнатович Двин-Двинский, найстаріший актор театру)
- «Василь і Василиса» (1981, сусід)
- «До своїх!..» (1983, Кирило Сергійович, директор дитбудинку)
- «Клініка» (1984, кіноальманах, новела «Господар»)